# Religia w Bośni i Hercegowinie
Największymi religiami w Bośni i Hercegowinie są islam i chrześcijaństwo (w tym zdecydowana większość to prawosławni i katolicy).

## Dane statystyczne
Statystyki według Departamentu Stanu USA:
- chrześcijanie – 52,0%, z czego:
  - prawosławie – 69,2%
  - katolicyzm – 28,8%
  - protestantyzm – 2,0%
- islam – 45,0%
- inni – 3,0%

Statystyki według Joshua Project:
- islam – 49,8%
- chrześcijanie – 49,6%, z czego:
  - prawosławie – 72,5%
  - katolicyzm – 25,3%
  - inni – 2,2%
- niereligijni – 0,6%

| Religie/Kościoły                                | Liczba wiernych | Procent ludności | Źródło                                         |
| ----------------------------------------------- | --------------- | ---------------- | ---------------------------------------------- |
| Islam                                           | 2 002 956       | 51,9%            | Międzyreligijna Rada Bośni i Hercegowiny, 2012 |
| Serbski Kościół Prawosławny                     | 1 390 000       | 36,0%            | Międzyreligijna Rada Bośni i Hercegowiny, 2012 |
| Kościół rzymskokatolicki                        | 461 112         | 12,0%            | Międzyreligijna Rada Bośni i Hercegowiny, 2007 |
| Świadkowie Jehowy                               | 1011            | 0,03%            | Sprawozdanie Świadków Jehowy, 2022             |
| Judaizm                                         | 1130            | 0,03%            | Międzyreligijna Rada Bośni i Hercegowiny, 2012 |
| Kościół Starokatolicki                          | 1000            | 0,03%            | Międzyreligijna Rada Bośni i Hercegowiny, 2012 |
| Kościół Ewangeliczny (Zbory Boże)               | 723             | 0,02%            | Europe Missions                                |
| Kościół Adwentystów Dnia Siódmego               | 695             | 0,02%            | Atlas Adwentystyczny, 2011                     |
| Kościół Chrześcijan Baptystów                   | 200             | 0,005%           | Europejska Federacja Baptystyczna, 2012        |
| Kościół Protestancki „Wspólnota chrześcijańska” | bd.             | bd.              | Międzyreligijna Rada Bośni i Hercegowiny, 2012 |
| Wspólnota chrześcijańska ze wszystkich narodów  | bd.             | bd.              | Międzyreligijna Rada Bośni i Hercegowiny, 2012 |
| Chrześcijański Kościół Charyzmatyczny           | bd.             | bd.              | Międzyreligijna Rada Bośni i Hercegowiny, 2012 |
| Chrystusowy Kościół Zielonoświątkowy            | bd.             | bd.              | Międzyreligijna Rada Bośni i Hercegowiny, 2012 |
| Kościół Ewangelicki                             | bd.             | bd.              | Międzyreligijna Rada Bośni i Hercegowiny, 2012 |
| Społeczność Chrześcijańska                      | bd.             | bd.              | Międzyreligijna Rada Bośni i Hercegowiny, 2012 |
| Nowy Kościół Duszpasterski                      | bd.             | bd.              | Międzyreligijna Rada Bośni i Hercegowiny, 2012 |
| Towarzystwo Świadomości Kryszny                 | bd.             | bd.              | Międzyreligijna Rada Bośni i Hercegowiny, 2012 |

## Galeria

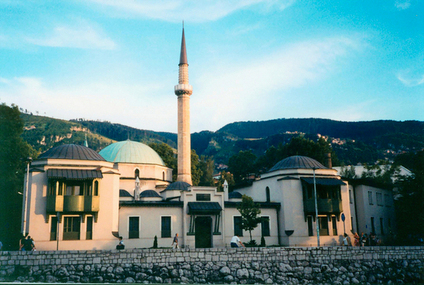
Meczet w Sarajewie
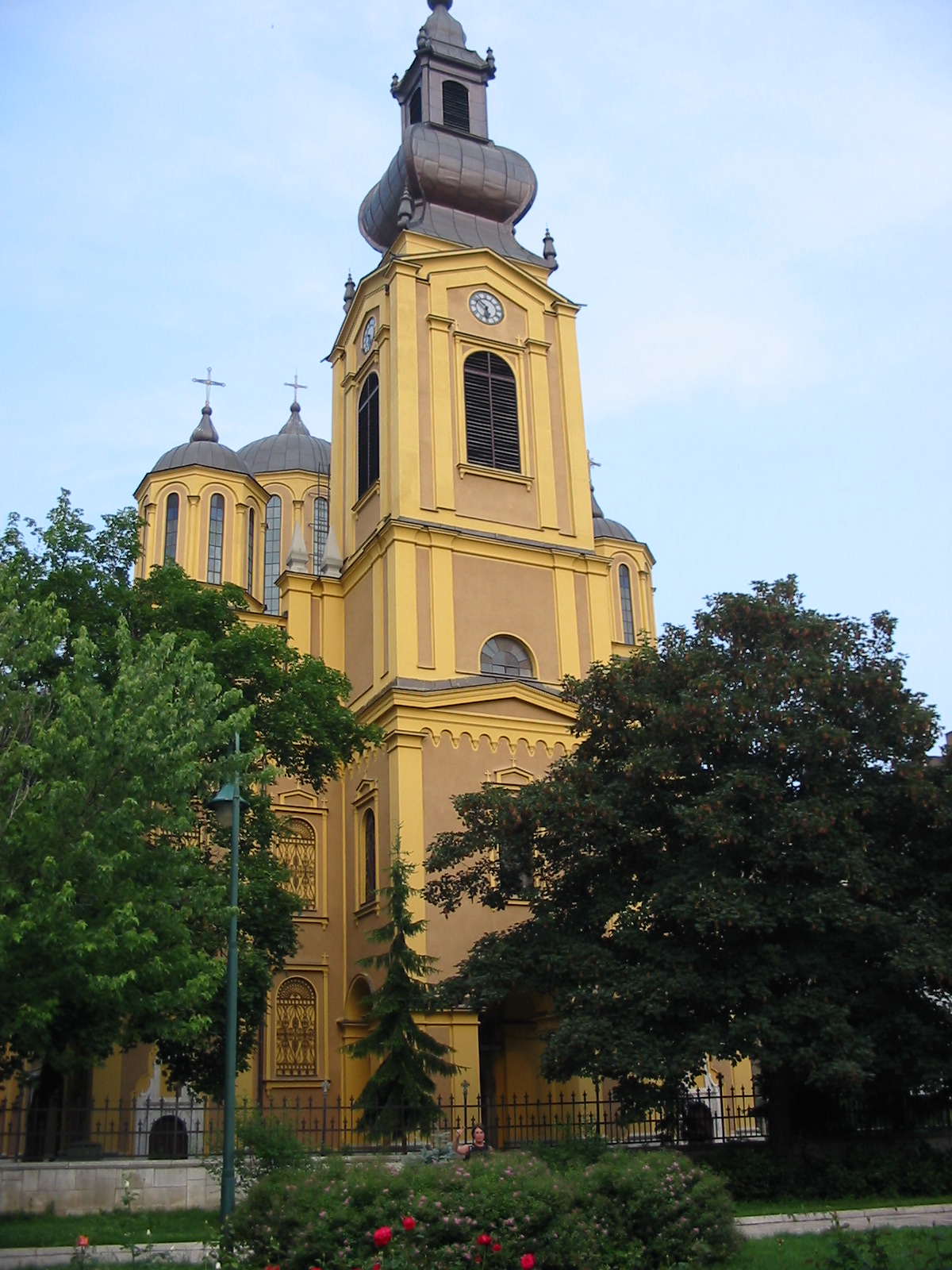
Sobór Narodzenia Matki Bożej w Sarajewie
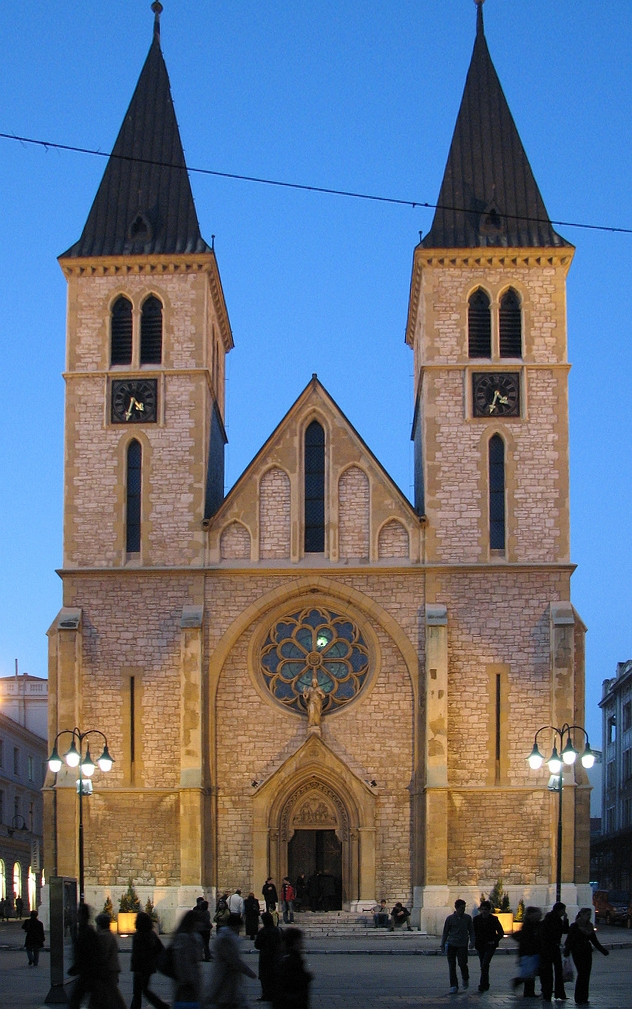
Katolicka Katedra Serca Jezusowego w Sarajewie